# 마히다 이사
마히다 이사(Majida Issa, 1981년 6월 27일 ~ )는 콜롬비아의 배우, 가수이다.